# Alex von Falkenhausen Motorenbau
Alex von Falkenhausen Motorenbau – konstruktor Formuły 1 w latach 1952–1953. Brał udział w czterech wyścigach, wystawiając 9 samochodów.
Bliskie powiązania Alexa Von Falkenhausena z BMW umożliwiły mu założenie przedsiębiorstwa AFM w Monachium wkrótce po II wojnie światowej w 1948, chociaż aż do roku 1951 był formalnie pracownikiem koncernu BMW. Budowane przez niego samochody bazowały początkowo na sportowej serii BMW 328. W 1949 roku Alex von Falkenhausen rozpoczyna budowę jednomiejscowych samochodów wyścigowych. W 1951 roku samochody AFM zaczęły używać nowych silników Kuchen V8 (BMW) zaraz po tym jak BMW wycofało swoje oficjalne wsparcie. W następnym sezonie samochody AFM były ponownie napędzane silnikami BMW, a także jednostkami Bristol (samochody prywatne). Samochody AFM w historii wyścigów Formuły 1 nie odegrały znaczącej roli. Po dwóch sezonach startów 1952–53 zespół wycofał się z wyścigów Grand Prix F1. Największym sukcesem było 14. miejsce w GP Włoch zdobyte przez Hansa von Stucka. W samochodach AFM oprócz regularnego kierowcy Von Stucka, startowało kilku prywatnych kierowców m.in. Niedermayer, Fischer, Heeks, Krakau (1952) oraz Becchem i Fitzau (1953).